# تروو یواموتو
تروو یواموتو (به انگلیسی: Teruo Iwamoto) بازیکن فوتبال اهل ژاپن و عضو تیم ملی فوتبال ژاپن است که در تاریخ ۲۲ مه ۱۹۹۴ میلادی اولین بازی ملی‌اش را انجام داد. او در ۹ بازی ملی حضور داشت و آخرین بازی ملی خود را در تاریخ ۱۱ اکتبر ۱۹۹۴ میلادی انجام داد. تروو یواموتو در بازی‌های ملی‌اش
۲ گل به ثمر رساند.